# Jake Stoneburner
(en) Statistiques sur pro-football-reference
Jake Stoneburner (né le 25 août 1989 à Columbus) est un joueur américain de football américain. 

## Lycée
Stoneburner fait ses études à la Dublin Coffman High School et fait, en 2007 lors de sa dernière année, soixante-dix-sept réceptions pour 1267 yards et quinze touchdowns, recevant divers honneurs régionaux (All-State, All-Metro, All-District) et termine second pour le titre de joueur lycéen de l'État de l'Ohio.

## Carrière

### Université
En 2008, Jake arrive dans l'équipe des Buckeyes d'Ohio State mais il fait une saison comme redshirt et ne joue aucun match de la saison. En 2009, il est remplaçant de Jake Ballard mais réalise quelques faits de jeu comme une réception sur une passe de quinze yards contre la Marine où une réception sur une passe de treize yards de Joe Bauserman.
En 2010, il est nommé titulaire au poste de tight end où il reçoit vingt-et-un ballons pour 222 yards (moyenne de 10,6 yards par passe) et deux touchdown (un de cinq yards contre l'université de l'Ohio et un contre l'université de Penn State sur une passe de cinq yards de Terrelle Pryor. Lors des deux premiers matchs de la saison 2011, il fait forte impression en marquant trois touchdowns sur des passes de Bauserman contre les Zips d'Akron (42-0) et un contre les Rockets de Toledo (27-22).